# Never Ender
Never Ender es un álbum recopilatorio de Hot Water Music. Fue lanzado por No Idea Records en marzo de 2001 e incluye canciones de los EP y 7"s lanzados entre los años 1995-1998: Alachua 7", Boy Out Of Bradenton 7", Push for Coin, y sus splits con Clairmel, Screaming Fat Rat, Six Going On Seven, y Tomorrow. 

## Listado de canciones
1. "Alachua" - 3:07
2. "Never Ender" - 3:12
3. "Tradition" - 2:40
4. "The Bitter End" - 3:40
5. "You Can Take the Boy Out of Bradenton" - 2:59
6. "Hate Mail Comes in August" - 3:50
7. "Elektra" - 3:25
8. "Things on a Dashboard" - 5:09
9. "Powder" - 4:17
10. "Us & Chuck" - 3:02
11. "Loft" - 5:07
12. "Sound For Language" - 4:15

## Créditos
- Chuck Ragan - cantante, guitarra
- Chris Wollard - cantante, guitarra
- Jason Black - bajo
- George Rebelo - batería

- Datos: Q5665201